# Phil Hare
Philip Hare, född 21 februari 1949 i Galesburg, Illinois, är en amerikansk demokratisk politiker. Han representerade delstaten Illinois sjuttonde distrikt i USA:s representanthus 2007–2011.
Hare studerade vid Black Hawk Community College. Han var sedan verksam som fabriksarbetare fram till 1982. Han var medarbetare åt kongressledamoten Lane Evans 1983–2006. Evans kandiderade inte till omval i mellanårsvalet i USA 2006 av hälsoskäl. Hare vann valet och efterträdde Evans i representanthuset i januari 2007.
Hare är katolik. Han och hustrun Rebecca har två vuxna barn.